# Гріх (фільм)
«Гріх» (рос. Грех) — радянський український 2-серійний телефільм режисера Олега Бійми за мотивами однойменної драми Володимира Винниченка, відзнятий в Україні 1991 року на кіностудії «Укртелефільм».
Прем'єра оригінальної російськомовної версії фільму відбулася у 1991 році на Всесоюзному фестивалі телефільмів у російському місті Саратові. Згодом мінісеріала показували на телеканалі Росія, зокрема у 1998 році.

## Сюжет
Спочатку бавлячись, а потім уже серйозно, закохується героїня у чоловіка своєї подруги, який бореться за соціальну справедливість. Потім будуть арешт, виснажливі допити зачарованого нею поліцейського, причетність до загибелі свого коханого. Та й це ще не все...

## У ролях
- Наталія Єгорова — Марія Ляшківська
- Богдан Ступка — Сталінський
- Борис Невзоров — Іван Чоботар
- Олена Борзова — Ніна Чоботар
- Людмила Арініна — Олена Карпівна
- Людмила Смородина — Стефа
- Олексій Богданович — Михась Середчук
- Костянтин Степанков — Середчук-старший
- Ярослав Гаврилюк — Ангелок
- Зінаїда Дехтярьова — Тіна
- Віталій Полусмак — Станіслав Ляшківський
- Анатолій Юрченко — Ніздря
- Сергій Дашевський — філер

В епізодах: Тетяна Антонова, Олена Бліннікова, Олексій Довгань, Леся Завістовська, Михайло Ігнатов, Тарас Кирейко, Юрій Крітенко, Людмила Кузьміна, К. Лубковська, Микола Малашенко, Анатолій Пашнін, Юрій Мисенков, Борис Александров, Анатолій Переверзєв, Вероніка Переверзєва, Олександр Пархоменко, Наталія Поліщук, Сергій Сібель, Борис Триус, Алла Усенко, І. Хереско, В. Шайдуров
У стрічці також була залучена команда каскадерів під керівництвом О. Філатова.

## Знімальна група
- Сценаристи: Тамара Бойко, Олег Бійма
- Режисер-постановник: Олег Бійма
- Оператор-постановник: Лесь Зоценко
- Художник-постановник: Алла Кириченко
- Художник комбінованих зйомок: В. Клібановський
- Режисер: Л. Колесник
- Звукооператор: Геннадій Чупаков
- Асистенти: 
  - режисера: Р. Проніна, В. Федотова
  - оператора: В. Ібаньєс-Фернандес, І. Колесников, В. Кучеренко
  - звукооператора: Г. Улицький
- Монтаж: В. Дятченко, Олена Любченко
- Костюми: Віра Савіна, В. Малашенко
- Грим: Л. Сміян, Н. Степанова, Ю. Обідіна
- Редактор: Н. Голик
- Директор фільму: Людмила Стародубцева

## Виробництво
З невідомої причини режисер мінісеріалу Олег Бійма вирішив знімати його в оригіналі російською мовою й майже для всіх головних ролей залучив російських акторів, як от Наталію Єгорову, Бориса Невзорова, Олену Борзову, Людмилу Ариніну тощо; одним із небагатьох акторів-українців у головній ролі був Богдан Ступка, який, одначе, також вимовляв усі свої репліки російською мовою.
Фільмування мінісеріалу проходило 1991 року у Львові.
Як згодом ізгадував Бійма, фільмуючи мінісеріала, він мав "постійні гучні конфлікти [з Богданом Ступкою]" й він вважав тоді, що як закінчить фільмування Гріха, "більше з Богданом Ступкою ні за які «коврижки» ніколи не буду працювати"; загалом роботу зі Ступкою на майданчику "Гріха" Бійма назвав "каторгою".

## Саундтрек
- Композитор: Володимир Гронський
- Державний симфонічний оркестр УРСР, диригент: В. Сіренко
- У фільмі прозвучали:
  - уривок арії з опери Д. Пуччіні «Тоска» у виконанні Н. Козятинської та оркестру Львівського театру опери та балету ім. І. Франка, диригент: І. Лацанич
  - романс «Чому з тобою ми не хвилі?..» на вірші Олександра Олеся у виконанні Л. Криворотової
- Музичний редактор: С. Світлична

## Реліз
Прем'єра оригінальної російськомовної версії мінісеріалу відбулася у 1991 році на Всесоюзному фестивалю телефільмів в російському місті Саратові. Згодом мінісеріал показували на телеканалі Росія, зокрема у 1998 році.
У 2011 році режисер мінісеріалу Олег Бійма повідомляв в інтерв'ю українським журналістам що стрічку Гріх було відреставровано його спеціалістами студії Укртелефільм.

## Нагороди
- 1991 — Золота медаль на 13-ому Всесоюзному фестивалю телефільмів в російському місті Саратові;[5][6][7] приз за найкращу чоловічу роль Богдану Ступці.[8]